# اردک اردک غاز (فیلم)
اردک اردک غاز (انگلیسی: Duck Duck Goose) یک فیلم در ژانر کمدی به کارگردانی کریس جنکینس است که در سال ۲۰۱۸ منتشر شد.

## صداپیشگان
- جیم گافیگان
- زندیا
- ناتاشا لگرو
- استیون فرای
- کارل راینر
- جنیفر گری
- رِگی واتز
- دایدریچ بیدر
- ریک اورتون
- کریگ فرگوسن

## داستان
پنگ، غاز جوانی است که با دو جوجه اردک که از خانواده خود جا مانده‌اند همسفر می‌شود تا به خانواده خود برسند.